# صمام أبهري
الصمام الأبهري أو الأورطي هو صمام ثلاثي الشرف يفصل بين البطين الأيسر والشريان الأبهر، ويسمح للدم بالتدفق خارجاً من البطين الأيسر إلى الشريان الأبهري، وهو يفتح عند انقباض القلب، ليغلق عند نهاية الانقباضة ليمنع رجوع الدم إلى القلب.
يتكون الصمام من ثلاث شُرَف (باللاتينية: Valvulae) تلتقي معاً على شكل نجمة ثلاثية، تحوي هذه الشرف على مخارج الشرايين التاجية.

## التشريح
يقع الصمام الأبهري عند مخرج البطين الأيسر وعند بداية الشريان الأبهري فيما يسمى بجيب الأبهر، وهو الجزء الأول من الشريان. يتكون الصمام الأبهري من ثلاث شُرَف (أو جيوب) نسيجية وتنبثق عما يسمى بقاعدة القلب أو المستوى الذي تقع فيه باقي صمامات القلب (انظر الصورة).
شُرَف الصمام على شكل جيوب تخرج من حلقة دائرية من النسيج الضام، تلتقي أطرافها الحرة في المنتصف لتشكل حين انغلاقها شكل نجمة ثلاثية (تشبه نجمة المرسيدس)، وتكون أطرافها سميكة لتضمن الانغلاق المتكامل.
شُرَف الصمام الأبهري هي:
- شُرفة يُمنى ويخرج من جيبها الشريان التاجي الأيمن، (باللاتينية: Valvula semilunaris dextra)
- شُرفة يُسرى ويخرج من جيبها الشريان التاجي الأيسر، (باللاتينية: Valvula semilunaris dextra)

وتُدعى هاتان الشُّرفتان أيضاً بالشرف التاجية أو الإكليلية لخروج الشرايين التاجية (الإكليلية) منهما.
- شُرفة حاجزية (نسبة للحاجز البيني بين الجزء الأيسر والأيمن من القلب)، (باللاتينية: Valvula semilunaris dextra)، وتُدعى أيضاً بالشُّرفة اللاإكليلية.

## النشأة الجنينية والتنوع الخلقي
يتشكل الصمام الأبهري والصمام الرئوي ما بين الأسبوع الخامس إلى الأسبوع السابع للتخلق المضغي. كنوع من التنوع الخِلقي يمكن أن ينشأ الصمام الأبهري بشرفتين، وفي حالات نادرة جداً بشرفة واحدة. الصمامات بشرفتين تتعرض لاحتكاك أشد على أطرافها من تلك التي تأتي بثلاث شُرَف، مما يعرضها بنسبة أكبر للتكلّس وبالتالي للتضيّق.
|  |  |  |

## الوظيفة

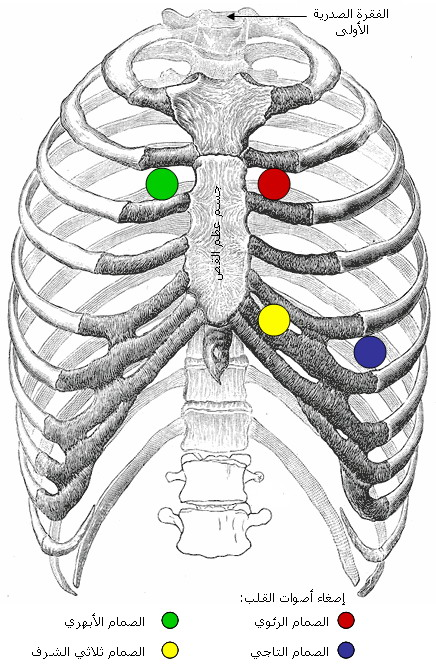
أفضل مكان لسماع صوت انغلاق الصمام الأبهري (النقطة الخضراء).

الصمام الأبهري يسمح بتدفق الدم من البطين الأيسر إلى الشريان الأبهر باتجاهٍ واحد، ويمنع رجوع الدم إلى البطين الأيسر. أثناء الدورة القلبية فإن الصمام الأبهري يكون مغلقاً في فترة الانبساط للبطين الأيسر لمنع رجوع الدم من الأبهر، في حين يكون الصمام التاجي مفتوحاً للسماع بتعبئة البطين الأيسر، وبعد امتلاء البطين الأيسر بالدم يفتح الصمام الأبهري مع بدء انقباض البطين الأيسر، ليسمح بتدفق الدم للشرايين.
أثناء انبساط البطين الأيسر، تمتلئ جيوب الصمام الأبهري بالدم مما يغلق مخرج القلب إلى الشريان التاجي، ويفتح في نفس الوقت مداخل الشريانان التاجيان في باطن جيوب الصمام الأبهري، مما يسمح بتروية القلب بالدم، فالشريانات التاجية يكون تدفق الدم فيها أثناء الفترة الانبساطية بعكس باقي الشرايين.
الفحص السريري: أثناء الفحص السريري فإنه يتم الاستماع لأصوات القلب، وهي عادةً ماتمثل انغلاق الصمامات القلبية، الصوت الأول يشير إلى انغلاق الصمامين التاجي وثلاثي الشُرَف، ويعبر عن نهاية دخول الدم إلى بطيني القلب، بينما يمثل الصوت الثاني إغلاق كلا الصمامين (دسامين) الرئوي والأبهري. يُسمع انغلاق الصمام الأبهري في الحيّز الوربي الثاني اليسار كما في الصورة.

## اعتلالات الصمام الأبهري
هناك العديد من الاعتلالات التي يمكن أن تعتري الصمام الأبهري، فبالإضافة إلى العيوب الولادية تشمل موقع الصمام وأخرى تتعلق بتشكيل الصمام، مثل نشوئها بشُرفَتَين بدل ثلاث شُرَف وهو الاختلاف الأكثر انتشاراً، فإن الصمام الأبهري يمكن أن يتضيق إما بسبب التهاب الشغاف أو بسبب تكلّس الصمام (انظر: تضيق الصمام الأبهري)، أو يُصاب بالقَلَس (انظر: قلس الصمام الأبهري). في الحالات المتقدمة لتلف الصمام الأبهري يُصبح إجراء عملية استبدال الصمام الأبهري أمراً لابد منه.

## معرض صور

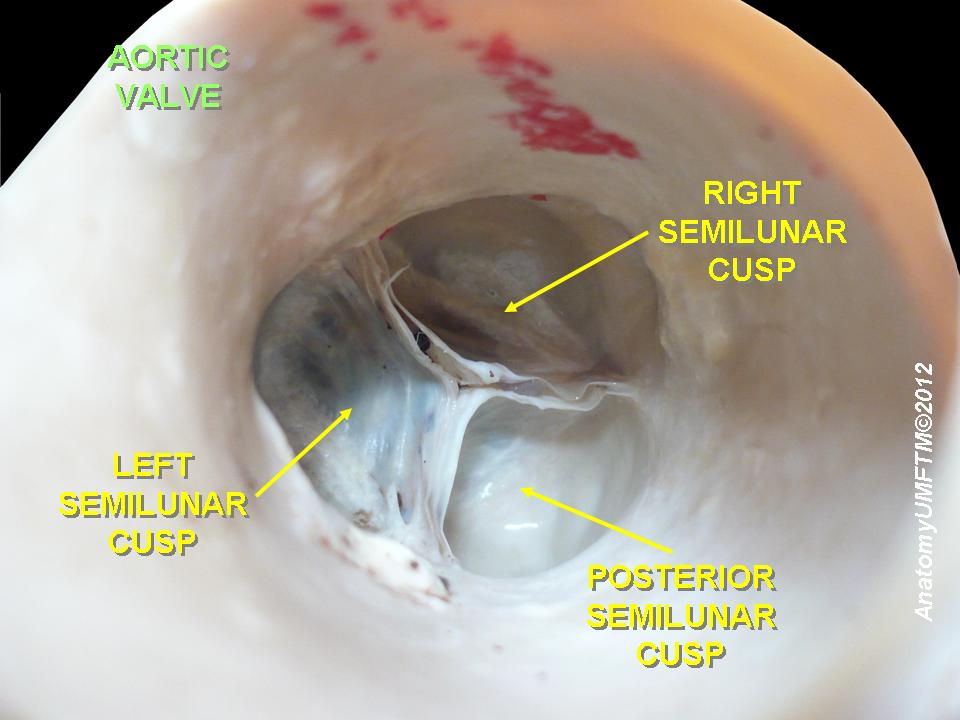
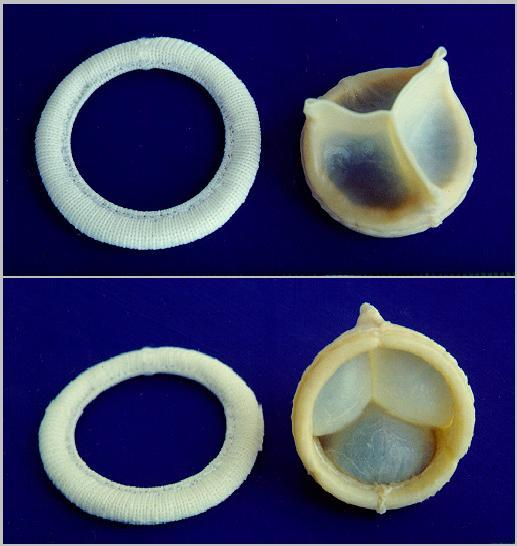

## وصلات خارجية ومراجع
- مشاركة حول صمامات القلب. عن منتدى «عيون العرب» (بحسب عرض 2.6.2009).
- Aortic Valve عن جمعية جراحي الصدر الأمريكية (The Society of Thoracic Surgeons) (بحسب عرض 2.6.2009) (بالإنجليزية)

1. ↑  نموذج تأسيسي في التشريح، QID:Q1406710
2. ↑  نموذج تأسيسي في التشريح، QID:Q1406710
3. ↑  المعجم الموحد لمصطلحات علم الأحياء، سلسلة المعاجم الموحدة (8) (بالعربية والإنجليزية والفرنسية)، تونس: مكتب تنسيق التعريب، 1993، ص. 31، OCLC:929544775، QID:Q114972534
4. ↑  Medizinische Embryologie; Thomas W. Sadler, 9. Auflage, Seite 212: ISBN 3-13-446609-0
5. 1 2  Aortic Valve عن جمعية جراحي الصدر الأمريكية (The Society of Thoracic Surgeons) (بحسب عرض 2.6.2009) (بالإنجليزية) [وصلة مكسورة] "نسخة مؤرشفة". مؤرشف من الأصل في 2010-12-23. اطلع عليه بتاريخ 2009-06-02.{{استشهاد ويب}}:  صيانة الاستشهاد: BOT: original URL status unknown (link)
6. ↑  فيزيولوجيا جريان الدم في الشرايين التاجية. (بحسب عرض 2.6.2009) (بالإنجليزية) نسخة محفوظة 25 نوفمبر 2016 على موقع واي باك مشين.
7. ↑  شرح أصوات القلب. عن صفحة The Auscultation Assistant. (بحسب عرض 2.6.2009) (بالإنجليزية) نسخة محفوظة 26 ديسمبر 2017 على موقع واي باك مشين.
8. ↑  Clinical significance of the bicuspid aortic valve; C Ward, Heart 2000;83:81-85 ( January ) PMID:10618341
. (بالإنجليزية) "نسخة مؤرشفة". مؤرشف من الأصل في 2009-09-04. اطلع عليه بتاريخ 2009-06-02.{{استشهاد ويب}}:  صيانة الاستشهاد: BOT: original URL status unknown (link)